# تپه قز قلعه نهران
تپه قز قلعه نهران در شهرستان قزوین، بخش طارم سفلی، روستای نهران واقع شده و این اثر در تاریخ ۲۸ فروردین ۱۳۸۰ با شمارهٔ ثبت ۳۷۳۹ به‌عنوان یکی از آثار ملی ایران به ثبت رسیده است.